# オオクチガマトカゲ

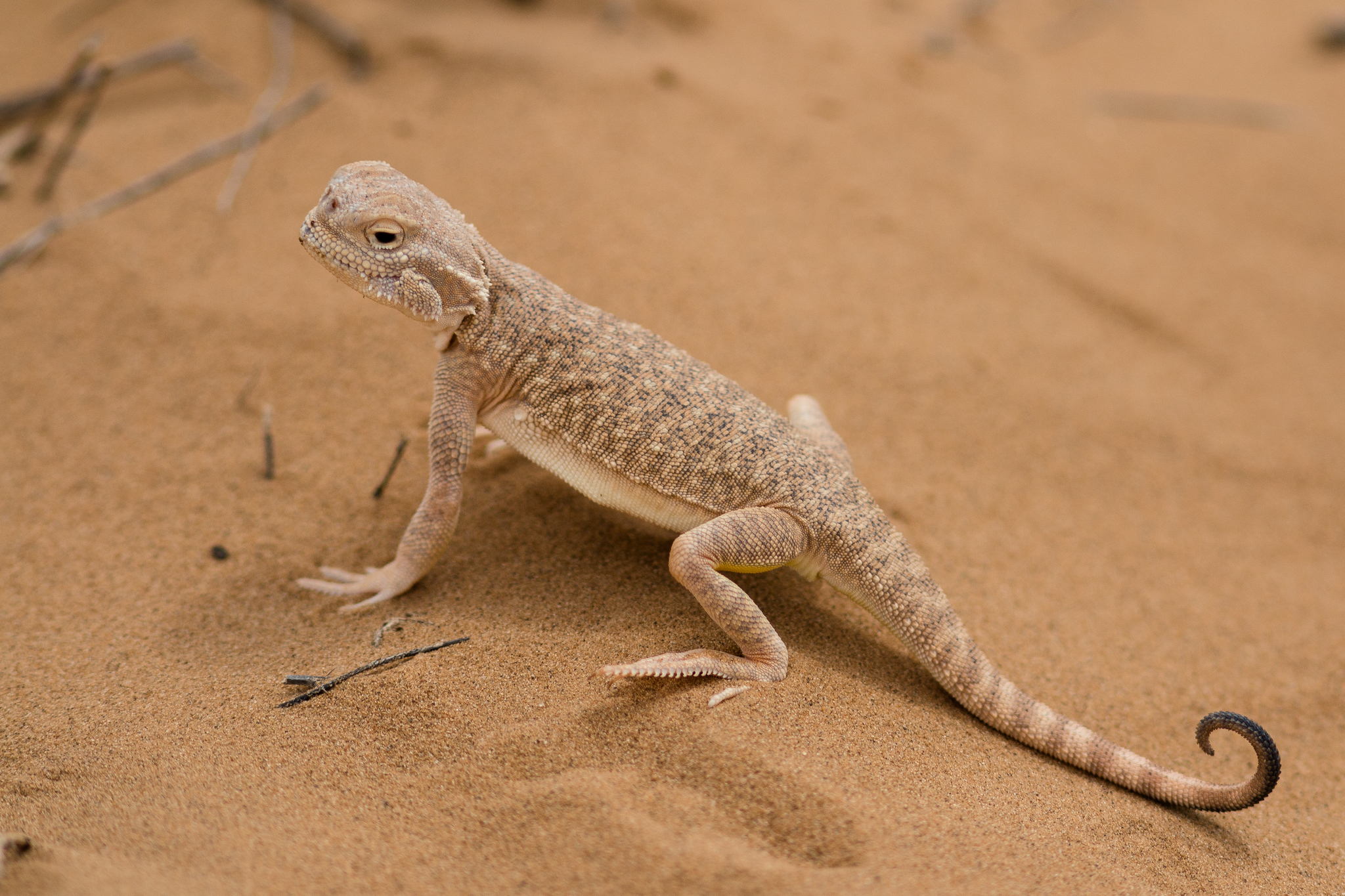
尾はゼンマイのように強く巻くことが多い。しかし常にではない。

オオクチガマトカゲ（学名：Phrynocephalus mystaceus）は、爬虫綱有鱗目アガマ科ガマトカゲ属に分類されるトカゲの1種。

## 名称

### 学名
学名のうち、属名の "Phrynocephalus（日本語音写例：フリューノケファルス、フリノケファルス、ほか）" は、古代ギリシア語でカエルの一種を指す "φρῦνος（ラテン翻字：phrûnos）" と、「頭」を意味する古代ギリシア語 "Κέφαλος（ラテン翻字：Képhalos）" のラテン語形 "cephalus" の合成語である。また、種小名 "mystaceus（日本語音写例：ミュスタケウス、ミスタケウス）" は、神秘的儀式を行う神官を意味するラテン語 "mysta" か、「口髭」を意味するラテン語 "mystax" に由来していると考えられ、いずれにしても本種の頭部の極めて特徴的で不思議な外観にちなんで命名されている。

### 和名
和名「オオクチガマトカゲ」は、日本人爬虫類学者・加藤英明が2020年（令和2年）に「大きな口のガマトカゲ属」の意をもって命名・紹介したことをきっかけにして広まった。日本では知名度の低い種であったため、少なくとも普及した和名はそれまで存在せず、「ガマトカゲの仲間」とか「カエルアタマのトカゲの仲間」などと呼ばれていた。

### 英語名
英語名としては、"secret toad-headed agama" と "secret toadhead agama" がある。"toad-headed" の語意は「蟇蛙頭の（ヒキガエル頭の）」であり、"secret toad-headed agama" は「秘密の蟇蛙頭のアガマ」、"secret toadhead Agama" は「秘密の蟇蛙頭アガマ」と意訳できる。

## 生物的特徴

### 分布
中央アジアの乾燥帯（ステップ気候）に棲息する。国家・地域で言えば、ロシア南部、カザフスタン、中国北西部 (新疆ウイグル自治区) で見られ、南はイラン北部、アフガニスタン、トルクメニスタン、タジキスタン、キルギスタン、ウズベキスタンに分布する。

### 形質
大きくて高い砂丘の植生の無い頂上を活動域にしていることが多い。肉食性であり、狩りの仕方はアガマ属に共通する完全に近い待ち伏せ型（動き回ることをほとんどせずに機会を待つタイプ）である。他のアガマ属の種と同様、生態的地位（ニッチ）についての研究は進んでいない。

## 分類

### シノニム
- Ameiua aurita Meyer[3], 1795
- Lacerta aurita Gmelin
- Lacerta lobata Shaw
- Lacerta mystacea Pallas, 1776
- Mealochilus auritus (Gmelin, 1789)
- Megalochilus mystaceus (Pallas, 1776)
- Phrynocephalus mystaceus subsp. aurantiacaudatus Semenov et Shenbrot, 1990
- Phrynocephalus mystaceus subsp. galli Krassowsky, 1932
- ほか、多数。

### 下位分類
- Phrynocephalus mystaceus galli Krassowsky, 1932
- Phrynocephalus mystaceus khorasanus Solovyeva et al., 2018
（英名）Khorasan Secret Toad-headed Agama
- Phrynocephalus mystaceus mystaceus (Pallas, 1776)　：模式亜種。